# Paprotnia (województwo wielkopolskie)
Paprotnia – wieś w Polsce położona w województwie wielkopolskim, w powiecie konińskim, w gminie Krzymów.
W latach 1975–1998 miejscowość położona była w województwie konińskim.